# Karin Thürig
Karin Thürig (Rothenburg, 4 de julio de 1972) es una deportista suiza que compitió en ciclismo en las modalidades de ruta, especialista en la carrera de contrarreloj, y pista. Fue dos veces campeona mundial en contrarreloj (en los años 2004 y 2005). También compitió en duatlón y triatlón.
Participó en dos Juegos Olímpicos de Verano, Atenas 2004 y Pekín 2008, obteniendo en cada edición una medalla de bronce en la contrarreloj femenina, además participó en pista en la prueba de persecución por equipos, ocupando el quinto lugar en Atenas 2004 y el noveno en Pekín 2008.
En carretera obtuvo cuatro medallas en el Campeonato Mundial de Ciclismo en Ruta entre los años 2002 y 2006. Además, ganó una medalla de bronce en el Campeonato Mundial de Ciclismo en Pista de 2005, en la prueba de persecución individual.
En triatlón consiguió una medalla de plata en el Campeonato Mundial de Ironman 70.3 de 2011 y una medalla de oro en el Campeonato Europeo de Ironman 70.3 de 2011. En duatlón obtuvo dos medallas de oro en el Campeonato Mundial de Duatlón de Larga Distancia, en los años 2001 y 2002.

## Medallero internacional
| Juegos Olímpicos   | Juegos Olímpicos    | Juegos Olímpicos  | Juegos Olímpicos |
| Año                | Lugar               | Medalla           | Competición      |
| ------------------ | ------------------- | ----------------- | ---------------- |
| 2004               | Atenas (Grecia)     | Medalla de bronce | Contrarreloj     |
| 2008               | Pekín (China)       | Medalla de bronce | Contrarreloj     |
| Campeonato Mundial |                     |                   |                  |
| Año                | Lugar               | Medalla           | Competición      |
| 2002               | Zolder (Bélgica)    | Medalla de bronce | Contrarreloj     |
| 2004               | Verona (Italia)     | Medalla de oro    | Contrarreloj     |
| 2005               | Madrid (España)     | Medalla de oro    | Contrarreloj     |
| 2006               | Salzburgo (Austria) | Medalla de plata  | Contrarreloj     |

| Campeonato Mundial | Campeonato Mundial           | Campeonato Mundial | Campeonato Mundial     |
| Año                | Lugar                        | Medalla            | Competición            |
| ------------------ | ---------------------------- | ------------------ | ---------------------- |
| 2005               | Los Ángeles (Estados Unidos) | Medalla de bronce  | Persecución individual |

| Campeonato Mundial | Campeonato Mundial          | Campeonato Mundial | Campeonato Mundial |
| Año                | Lugar                       | Medalla            | Prueba             |
| ------------------ | --------------------------- | ------------------ | ------------------ |
| 2011               | Henderson ( Estados Unidos) | Medalla de plata   | Individual         |
| Campeonato Europeo |                             |                    |                    |
| Año                | Lugar                       | Medalla            | Prueba             |
| 2011               | Wiesbaden (Alemania)        | Medalla de oro     | Individual         |

| Campeonato Mundial | Campeonato Mundial       | Campeonato Mundial | Campeonato Mundial |
| Año                | Lugar                    | Medalla            | Prueba             |
| ------------------ | ------------------------ | ------------------ | ------------------ |
| 2001               | Venray · ( Países Bajos) | Medalla de oro     | Individual         |
| 2002               | Weyer · ( Austria)       | Medalla de oro     | Individual         |

## Palmarés
2001 (como amateur)
- 2.ª en el Campeonato de Suiza Contrarreloj

2002 (como amateur)
- Campeonato de Suiza Contrarreloj
- 3.ª en el Campeonato Mundial Contrarreloj

2004 (como amateur)
- Moscú Persecución
- 1 etapa de la Gracia-Orlová
- 1 etapa del Tour de Turingia femenino
- 3.ª en los Juegos Olímpicos Contrarreloj
- Chrono Champenois-Trophée Européen
- Campeonato Mundial Contrarreloj

2005
- 3.ª en el Campeonato Mundial Persecución Individual
- Souvenir Magali Pache Lausanne
- 2 etapas del Tour de l'Aude Femenino
- Campeonato de Suiza Contrarreloj
- Campeonato Mundial Contrarreloj

2006
- Campeonato de Suiza Contrarreloj
- L'Heure d'Or Féminine / The Ladies Golden Hour
- Chrono Champenois-Trophée Européen
- 2.ª en el Campeonato Mundial Contrarreloj

2007
- Campeonato de Suiza Contrarreloj
- 1 etapa de la Grande Boucle
- Memorial Davide Fardelli
- Tour de Turingia femenino
- Chrono Champenois-Trophée Européen

2008
- 2.ª en la Grande Boucle
- 3.ª en los Juegos Olímpicos Contrarreloj
- 1 etapa del Tour de Turingia femenino
- Memorial Davide Fardelli
- Chrono Champenois-Trophée Européen

2009
- Memorial Davide Fardelli

## Palmarés en otros deportes

### Duatlón
- Campeona del Mundo en larga distancia : 2001 y 2002
- Campeona de Suiza : 2001, 2002 y 2003
- Campeona de la Copa del Mundo : 2001 y 2002

### Triatlón
- 1.ª en el Ironman de Francia 2002
- 1.ª en el Ironman de Zúrich 2005
- 1.ª en el Ironman de Lanzarote 2006
- 1.ª en el Ironman 70,3 de Mónaco 2006
- 2.ª en el Ironman 70,3 de Suiza 2007
- 2.ª en el Campeonato Mundial del Ironman 70,3 de Las Vegas 2011

## Resultados en Grandes Vueltas y Campeonatos del Mundo
Durante su carrera deportiva ha conseguido los siguientes puestos en las Grandes Vueltas femeninas y en los Campeonatos del Mundo en carretera:
| Carrera              | 2002 | 2003 | 2004 | 2005 | 2006 | 2007 | 2008 | 2009 |
| -------------------- | ---- | ---- | ---- | ---- | ---- | ---- | ---- | ---- |
| Giro de Italia       | -    | -    | -    | -    | -    | 27.ª | -    | -    |
| Tour de l'Aude       | -    | -    | -    | -    | -    | -    | -    | -    |
| Grande Boucle        | -    | -    | -    | -    | -    | 4.ª  | 2.ª  | -    |
| Mundial en Ruta      | -    | -    | -    | -    | -    | 52.ª | Ab.  | -    |
| Mundial Contrarreloj | 3.ª  | -    | 1.ª  | 1.ª  | 2.ª  | 9.ª  | -    | 9.ª  |

-: no participa

Ab: abandono

X: ediciones no celebradas

## Equipos
- Univega/Raleigh/Cervélo (2005-2007)
  - Univega Pro Cycling Team (2005-2006)
  - Raleigh Lifeforce Pro Cycling Team (2007)
  - Cervélo Lifeforce Pro Cycling Team (2008)
- Bigla Cycling Team (2009)